# Oh Jang-eun
Oh Jang-eun (kor. 오장은, ur. 24 lipca 1985 w Czedżu) – koreański piłkarz grający na pozycji defensywnego pomocnika w Suwon Bluewings.

## Kariera klubowa
W latach 2001–2002 grał w młodzieżowej drużynie F.C. Tokyo. W 2002 zadebiutował w seniorskim zespole, stając się najmłodszym zawodnikiem w historii J-League. W klubie tym grał do 2004. W latach 2005–2006 był zawodnikiem Daegu FC. W barwach tego zespołu strzelił swojego pierwszego hat-tricka. Miało to miejsce 23 września 2006 w meczu przeciwko Jeonbuk Hyundai Motors. W 2007 trafił do Ulsan Hyundai FC. 1 lutego 2011 podpisał kontrakt z Suwon Samsung Bluewings.

## Kariera reprezentacyjna
Oh był w składzie reprezentacji U-20 na mistrzostwa świata do lat 20 w 2005. Od 2006 gra w seniorskiej reprezentacji kraju.